# Place Charles-de-Gaulle

Enseigne place Charles-de-Gaulle.

Pour les articles homonymes, voir Charles de Gaulle (homonymie) et Place de l'Étoile (homonymie).
La place Charles-de-Gaulle, anciennement place de l'Étoile, située à Paris, est une place importante, au centre de laquelle se trouve l'Arc de Triomphe, et qui constitue une des extrémités de l'avenue des Champs-Élysées.
Partagée entre les 8e, 16e et 17e arrondissements, la place est un des lieux de prestige de Paris.
Bien qu'elle ait été rebaptisée en 1970, son ancien nom de « place de l'Étoile » est encore le plus fréquent dans l'usage courant. Elle est d'ailleurs desservie par la station de métro « Charles de Gaulle-Étoile ».

## Description

### Situation dans la ville
La place Charles-de-Gaulle se trouve à un peu plus d'un kilomètre au nord de la Seine, dans la partie ouest de la ville de Paris, généralement associée aux « beaux quartiers ».
La place, ainsi que l'Arc de Triomphe en son centre, est partagée entre les 8e, 16e et 17e arrondissements de Paris :
- 8e : entre l'avenue de Wagram et l'avenue Marceau ;
- 16e : entre l'avenue Marceau et l'avenue de la Grande-Armée ;
- 17e : entre l'avenue de la Grande-Armée et l'avenue de Wagram.

### Dimensions
Elle a un diamètre de 241 mètres, ce qui lui donne une superficie d'environ 4,55 hectares.
Elle est ainsi la deuxième plus grande place de Paris, après la place de la Concorde (8,64 hectares).
Elle est revêtue d'un pavage décoratif formant une étoile :
- des pavés d'une teinte plus foncée forment des triangles dont la base jouxte le terre-plein central et la pointe est dirigée vers chacun des hôtels des Maréchaux ;
- des pavés d'une teinte tirant vers le rouge forment des triangles qui semblent réécraser les précédents et dont la pointe est dirigée vers les avenues qui convergent vers la place.

### Les rues autour de la place
Douze grandes avenues rectilignes débouchent sur cette place et forment une étoile. Partant dans le sens anti-horaire de circulation des véhicules, on trouve :
1. avenue des Champs-Élysées ;
2. avenue de Friedland depuis le Second Empire et « boulevard Beaujon » auparavant ;
3. avenue Hoche : « avenue de la Reine-Hortense » sous le Second Empire et « boulevard Monceau » auparavant ;
4. avenue de Wagram depuis le Second Empire, auparavant « boulevard de l'Étoile » ou « boulevard Bezons » ;
5. avenue Mac-Mahon : « avenue du Prince-Jérôme » sous le Second Empire ;
6. avenue Carnot : « avenue d'Essling » sous le Second Empire ;
7. avenue de la Grande-Armée depuis le Second Empire et « avenue de Neuilly » auparavant ;

Plan de la place Charles-de-Gaulle.

8. avenue Foch : « avenue du Bois (de Boulogne) » sous la Troisième République et « avenue de l'Impératrice » sous le Second Empire ;
9. avenue Victor-Hugo : « avenue d'Eylau » sous le Second Empire et « avenue de Saint-Cloud » auparavant ;
10. avenue Kléber : « avenue du Roi-de-Rome » sous le Second Empire et « boulevard de Passy » auparavant ;
11. avenue d'Iéna ;
12. avenue Marceau : « avenue Joséphine » sous le Second Empire.

Ces douze avenues forment six axes :
1. axe avenue des Champs-Élysées et avenue de la Grande-Armée : c'est l'axe historique de Paris, qui part du palais du Louvre jusqu'à l'Arche de la Défense, voire au-delà ;
2. axe avenue de Friedland et avenue Foch ;
3. axe avenue Hoche et avenue Victor-Hugo ;
4. axe avenue de Wagram et avenue Kléber ;
5. axe avenue Mac-Mahon et avenue d'Iéna ;
6. axe avenue Carnot et avenue Marceau.

La place est entourée de deux rues formant un cercle autour d'elle : la rue de Presbourg et la rue de Tilsitt qui perpétuent deux succès diplomatiques de Napoléon et sont les appellations données en 1864 à la rue circulaire.
Prenant place entre l'avenue Kléber et l'avenue Victor-Hugo, la rue Lauriston constitue une treizième voie rayonnant autour de la place mais elle s'arrête à la rue de Presbourg et ne vient donc pas troubler l'harmonie de la place proprement dite.
Sous la place, le tunnel de l'Étoile, fermé à la circulation en 2015, permettait de passer directement de l'avenue des Champs-Élysées à celle de la Grande-Armée.
Un autre passage souterrain, le passage du Souvenir, est réservé aux piétons, et relie le terre-plein où se trouve l'Arc de Triomphe aux trottoirs de l'avenue des Champs-Élysées et de l'avenue de la Grande-Armée.

### Accès par les transports urbains

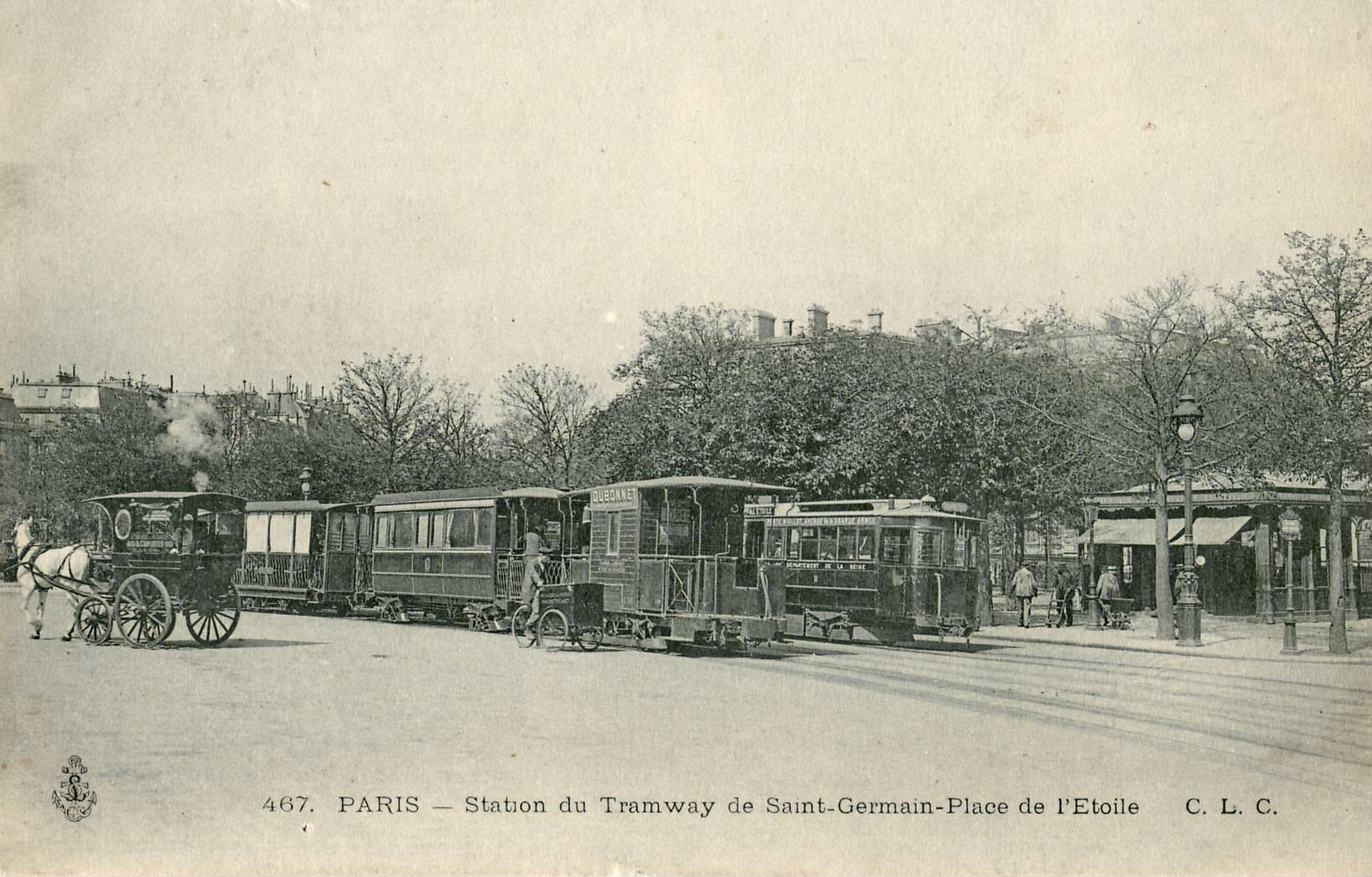
La place de l'Étoile est un pôle majeur de transports en commun depuis le XIX. On voit ici le terminus du tramway Paris - Saint-Germain (PSG), du temps de son exploitation par les TMEP, l'un des lointains ancêtres de la RATP, entre 1911 et 1921.

Le RER A à la gare de Charles-de-Gaulle - Étoile et les lignes de métro 1, 2 et 6 passent en souterrain sous la place, la desservant grâce à la station Charles de Gaulle - Étoile.

## Historique

### Les débuts sur la butte de Chaillot (1670-1790)
Cette place est créée vers 1670 en haut de l'ancienne butte-témoin de la partie nord de la colline de Chaillot.
La butte est appelée butte de l'Étoile à partir de 1730 (couramment « Étoile de Chaillot »), à cause des allées qui s'y croisent et donnent la forme d'une étoile,.
L'écrêtement de la butte proposé par l'inspecteur des bâtiments du roi Ange Gabriel « afin que le chemin fut d'une égale pente depuis la place Louis XV jusqu'au pont de Neuilly » fut effectué de 1768 à 1774 par Jean-Rodolphe Perronet, qui employa tous les « pauvres valides » de Paris. La butte fut abaissée de 5 mètres et les terres enlevées furent employées à remblayer les Champs-Élysées et à former les pentes des actuelles rues Balzac et Washington.

### Le mur des Fermiers généraux (1787) et la période de la Révolution

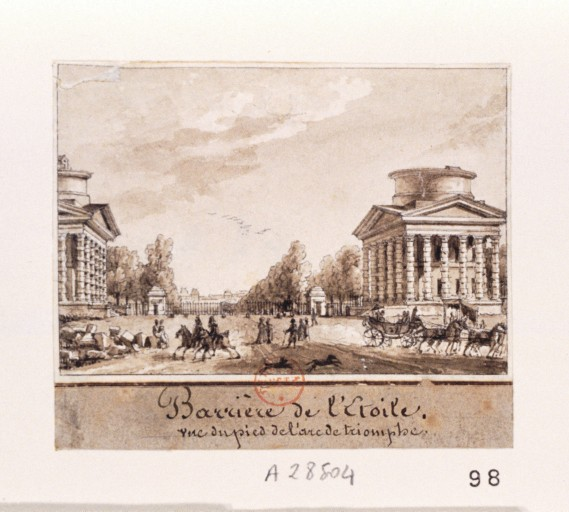
La barrière de l'Étoile au début du XIXe siècle, par Christophe Civeton.

En 1787, lors de la construction du mur des Fermiers généraux, le mur contourna la place par l'est et la barrière de l'Étoile, encore appelée « barrière de Neuilly » ou « barrière des Champs-Élysées », est aménagée sur les dessins de Claude-Nicolas Ledoux pour encaisser l'octroi à l'entrée de Paris à la jonction avec l'avenue de Neuilly. Deux bâtiments encadraient la barrière et sont aujourd'hui disparus. La barrière marquait la limite de Paris et de son ancien 1er arrondissement (1795-1859) correspondant à l'actuel 8e arrondissement et à la partie ouest de l'actuel 1er arrondissement.
La place était à la limite des territoires des communes, créées en 1790, de Passy qui s'étendait au sud de l'avenue de la Grande Armée et de Neuilly au nord de cette avenue. La commune de Passy est annexée à la ville de Paris en 1860 formant le 16e ainsi que la partie du territoire de la commune de Neuilly correspondant au quartier des Ternes du 17e.
Autour de 1800, la place était dans un espace encore très peu construit. À cette époque, l'étoile du début du XVIIIe siècle se limitait à la croisée de l'axe de l'avenue des Champs-Élysées-avenue de Neuilly (de la Grande-Armée) avec celui des boulevards extérieurs au mur d'octroi, correspondant, au sud au tracé des rues La Pérouse et Dumont d'Urville se prolongeant au-delà sur le tracé de l'actuelle avenue Kléber jusqu'à l'emplacement de l'actuelle place du Trocadéro, au nord au tracé de l'actuelle avenue de Wagram, les autres chemins ayant disparu.

### La période de l'Arc de triomphe et de l'Hippodrome (1806-1852)

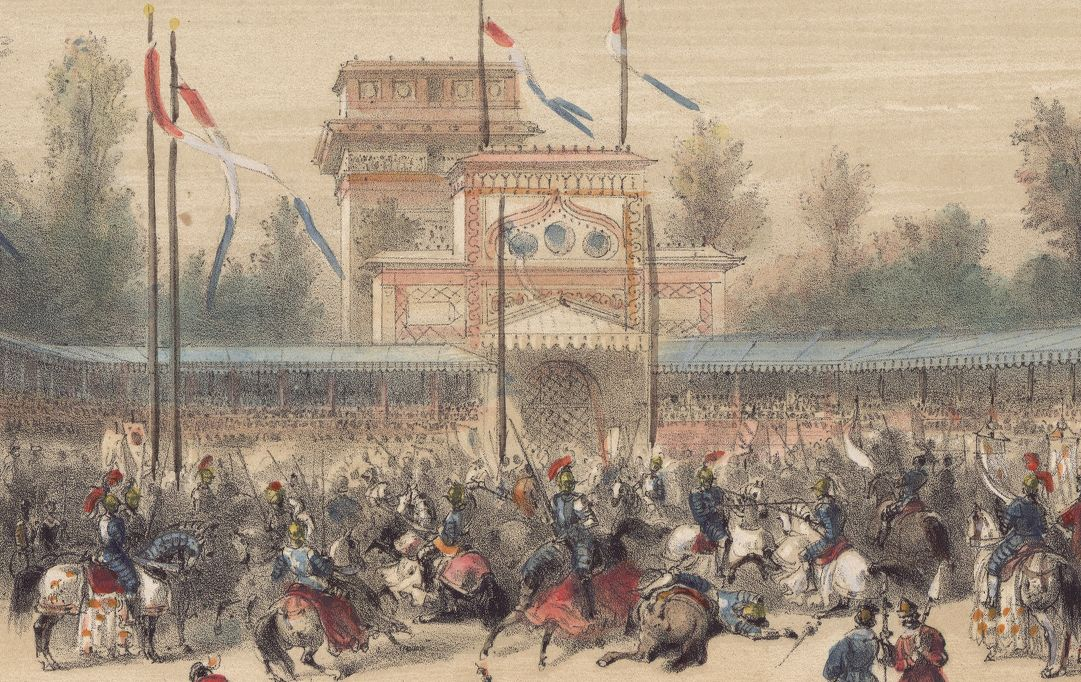
Vue intérieure de l'Hippodrome, on distingue le haut de l'Arc de Triomphe.

La construction au centre de la place d'un arc de triomphe, commencé en 1806 sur ordre de Napoléon Ier, est achevée en 1836 sous le règne de Louis-Philippe Ier.
L'étoile se reconstitue partiellement dans le deuxième quart du XIXe siècle avec l'avenue de Saint-Cloud ou de la Muette, actuelle avenue Victor-Hugo, et la rue du Bel Air, actuelle rue Lauriston, tracées dans le lotissement de la plaine de Passy de 1825 et des voies secondaires ouvertes au début de l'urbanisation des quartiers des Ternes (rue de l'Arc-de-Triomphe) et de l'ancienne folie Beaujon (passage Sainte-Marie qui reliait le chemin de ronde du mur à la rue du Faubourg-Saint-Honoré).
Durant dix ans, de 1845 à 1855, existait place de l'Étoile un célèbre et très vaste lieu de spectacles en plein air : l'Hippodrome. Cet établissement fut aménagé à l'emplacement du bâtiment de l'École des orphelins militaires en construction en 1787 lors de l'établissement du mur des Fermiers généraux en 1787. Le mur contournant ce bâtiment et des dépendances était décalé vers l'est jusqu'à l'emplacement de l'actuelle rue Belloy. L'abandon de ce bâtiment en 1805 avait laissé un espace libre entre les emplacements des actuelles avenue Kléber et rue Dumont-d'Urville.
Les visiteurs de l'Arc de Triomphe qui en font l'ascension ont une vue plongeante sur l'Hippodrome.
Des ascensions aérostatiques y sont organisées, celle du 24 septembre 1852 où s'élève l'aérostat Giffard, étape importante de l'histoire de l'aérostation.
L'hippodrome est détruit pour le percement de la partie nord de l'avenue Kléber rectiligne qui rejoint l'ancien boulevard extérieur au niveau de la rue Copernic.

### Le Second Empire et les travaux d'Haussmann
Sous le Second Empire, l'étoile des grandes avenues rayonnant autour de la place est complétée et la place est redessinée par l'architecte Jacques Hittorff, sous le contrôle du baron Haussmann, préfet de la Seine à partir de 1853, qui réorganise Paris.
Par décret du 13 août 1854, l'espace entourant l'Arc et pris en partie sur un promenoir de Chaillot est dévolu à des hôtels particuliers qui subsistent encore aujourd'hui. Les jardins de ces hôtels à architecture à colonnades identiques sont tournés vers la place. Sis « entre cour et jardin », ces hôtels comportent deux ailes encadrant la cour ouverte sur la rue circulaire aménagée à cette époque (rues de Tilsitt et de Presbourg).
Les Parisiens leur donnèrent à l'époque le nom d'« hôtels des Maréchaux » d'après celui des avenues environnantes.

Évolution du site de 1700 à 1860
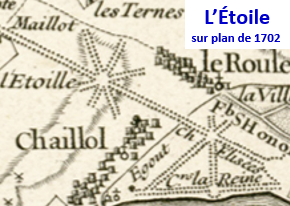
L'Étoile en 1702.
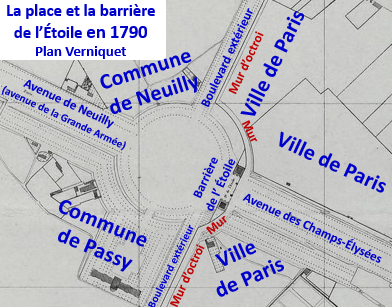
Place et barrière de l'Étoile en 1790.
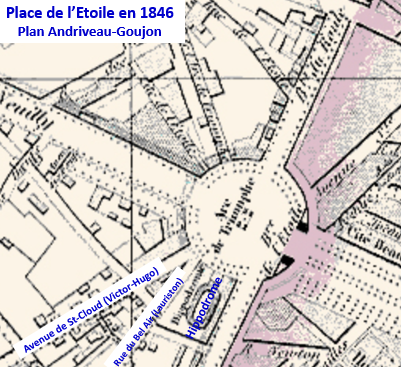
Place et barrière de l'Étoile en 1846. L'hippodrome au sud.
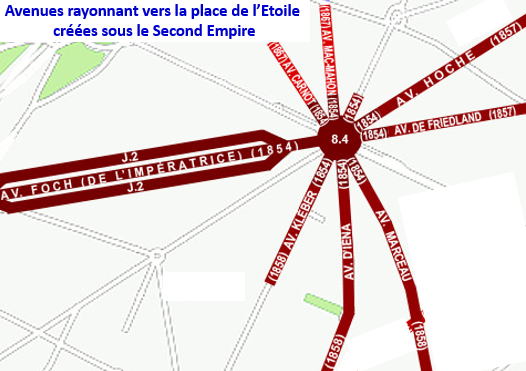
Avenues rayonnant autour de l'Étoile créées sous le Second Empire.

## Les noms de la place

### Place de l'Étoile (jusqu'en 1970)

Le nom originel de la place faisait référence aux voies convergeant vers son centre.

Son nom originel, « place de l'Étoile », faisait référence à la configuration des voies convergeant vers la place, qui forment une sorte d'étoile autour de la place.
Le mot « étoile » est assez fréquent pour désigner ce type de configuration (cf. le rond-point de l'Étoile à Ixelles, en Belgique).

### Place Charles-de-Gaulle

#### Historique du changement de nom
Par l'arrêté du 13 novembre 1970, la place de l'Étoile change de nom pour devenir officiellement la « place Charles-de-Gaulle ». Cet arrêté fait suite à la mort de Charles de Gaulle, survenue le 9 novembre dans sa retraite de Colombey les Deux Églises.
Initialement, c'est l'avenue des Champs-Élysées qui devait être rebaptisée, mais c'est finalement la place (dépourvue d'habitations et de commerces) qui est choisie, sans que cela mette fin à une polémique où la personne du général de Gaulle, qui avait quitté le pouvoir à l'annonce des résultats du référendum du 27 avril 1969, n'est pas seule en cause.
La polémique qui enfle débouche sur la création le 31 décembre 1970 du Comité national de défense de la place de l'Étoile - Sanctuaire du Soldat Inconnu et du Prestige de Paris dans le monde qui, animée par Paul Antier, a pour principal objectif de faire maintenir le nom originel de « place de l'Étoile ».
Depuis ce changement d'appellation, les élus du Conseil de Paris ont édicté de nouvelles règles : on ne peut plus attribuer le nom d'une voie publique de Paris à une personne décédée depuis moins de cinq ans (le baptême de la place Jean-Paul-II en 2006 montrant toutefois qu'on peut y déroger) et l'on cherche à ne plus heurter de front les habitudes des Parisiens (comme en témoigne l'appellation « rond-point des Champs-Élysées-Marcel-Dassault » où le nom de Marcel Dassault est une adjonction récente).
Pour leur part, les responsables de la RATP ont renommé la station Étoile en station Charles de Gaulle - Étoile. Il s'agit notamment d'éviter autant que possible la confusion regrettable pour certains touristes pressés qui empruntent le RER en espérant se rendre à l'aéroport de Paris-Charles-de-Gaulle, et qui se retrouvent en haut des Champs-Élysées. On note qu'il subsiste une petite rue de l'Étoile (17e arrondissement) à proximité de la place.
De plus, le dernier pont construit à Paris (1994-1996) est le pont Charles-de-Gaulle dénommé par arrêté municipal du 29 novembre 1990. Mais il est situé à l'autre bout de la ville par rapport à la place homonyme, puisqu'il relie les 12e et 13e arrondissements.
La Nomenclature officielle des noms de voies publiques et privées éditée par la mairie de Paris (9e édition, mars 1997) écrit « place Charles de Gaulle » et « pont Charles de Gaulle » sans traits d'union.

#### Le point de vue du général

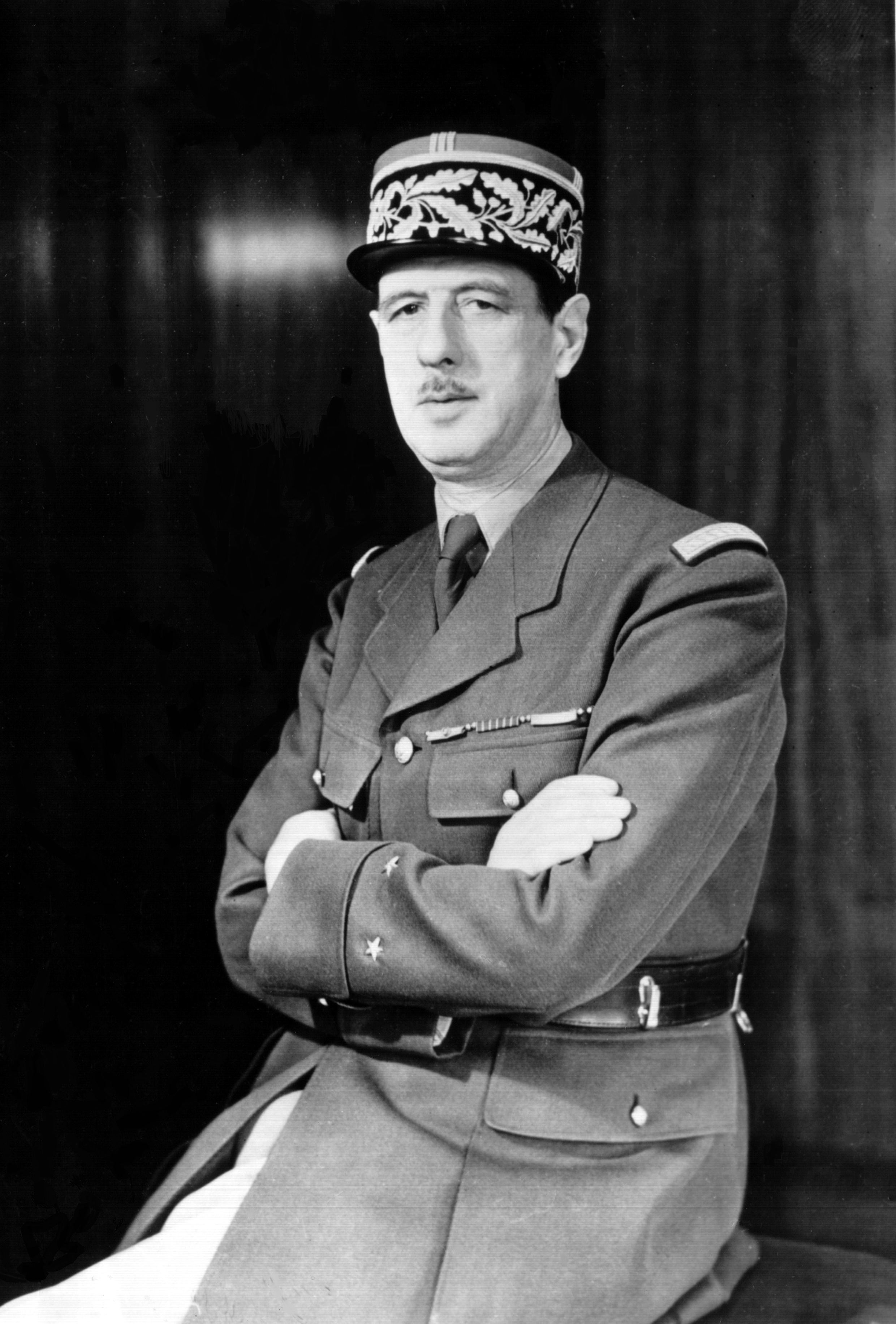
Charles de Gaulle.

Dans son ouvrage, Roland Pozzo di Borgo fournit le témoignage suivant :
« En 1968, commissaire au bicentenaire de la naissance de Napoléon en Corse, j'avais imaginé de changer le nom de la place de l'Étoile en place Napoléon. […]

Il me fallait l'accord du général de Gaulle […].

Il refusa le projet au motif que l'on ne devait pas toucher au nom de la place, sans autre commentaire.

[…] Le Général m'avait-il dit non car il se réservait l'espoir de voir son nom sur cette place, ce qui arriva, ou avait-il une autre motivation ? […] C'est Alain Poher qui un jour, au cours d'un déjeuner au Sénat, me donna la réponse : “Le Général était un soldat et pour lui la place de l'Étoile était avant tout la tombe du Soldat inconnu. De ce fait, le nom de la place devait rester anonyme pour préserver la mémoire des hommes morts pour la France […]”. »

## Bâtiments remarquables et lieux de mémoire

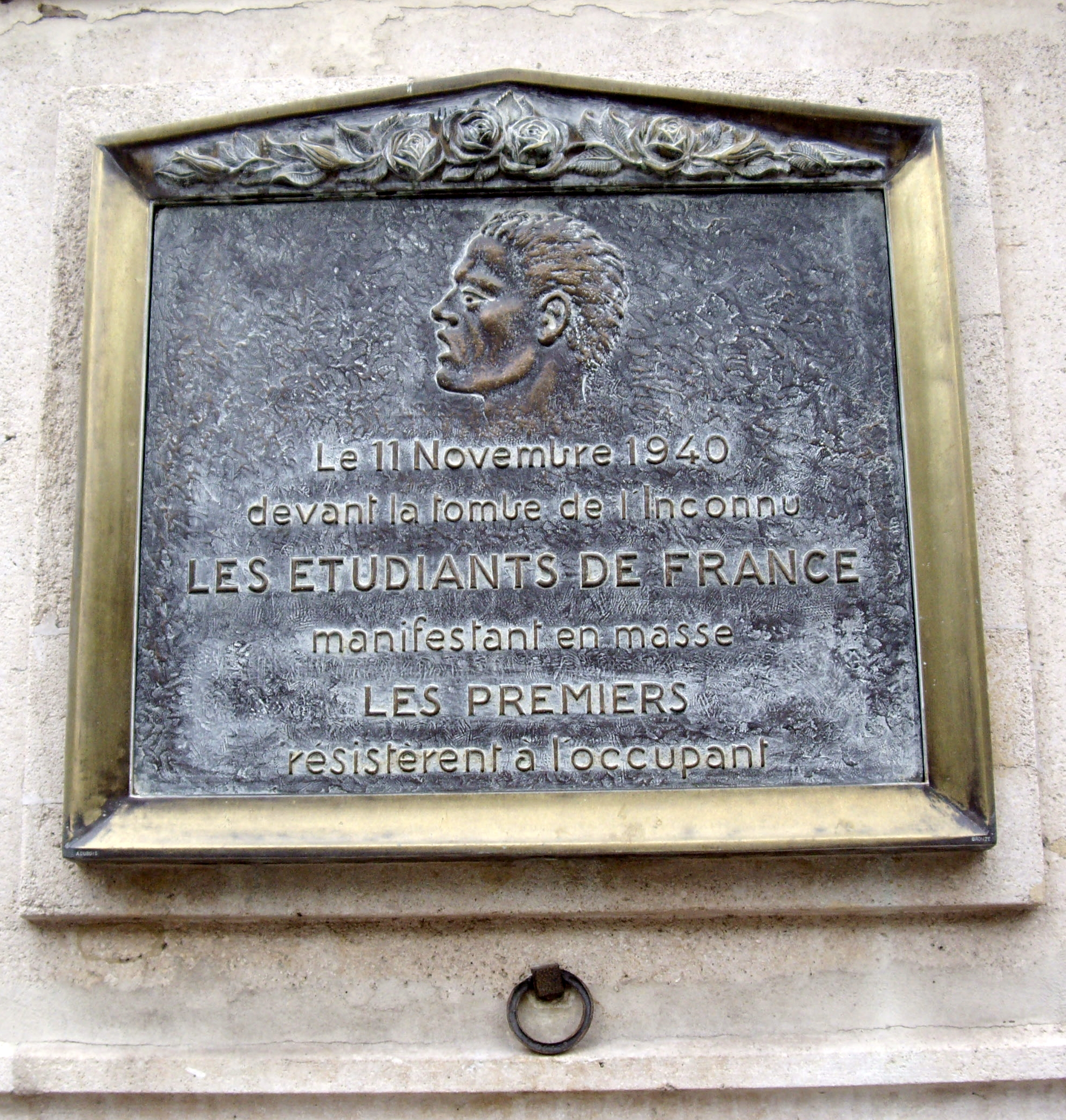
Plaque commémorative du 156, avenue des Champs-Élysées.

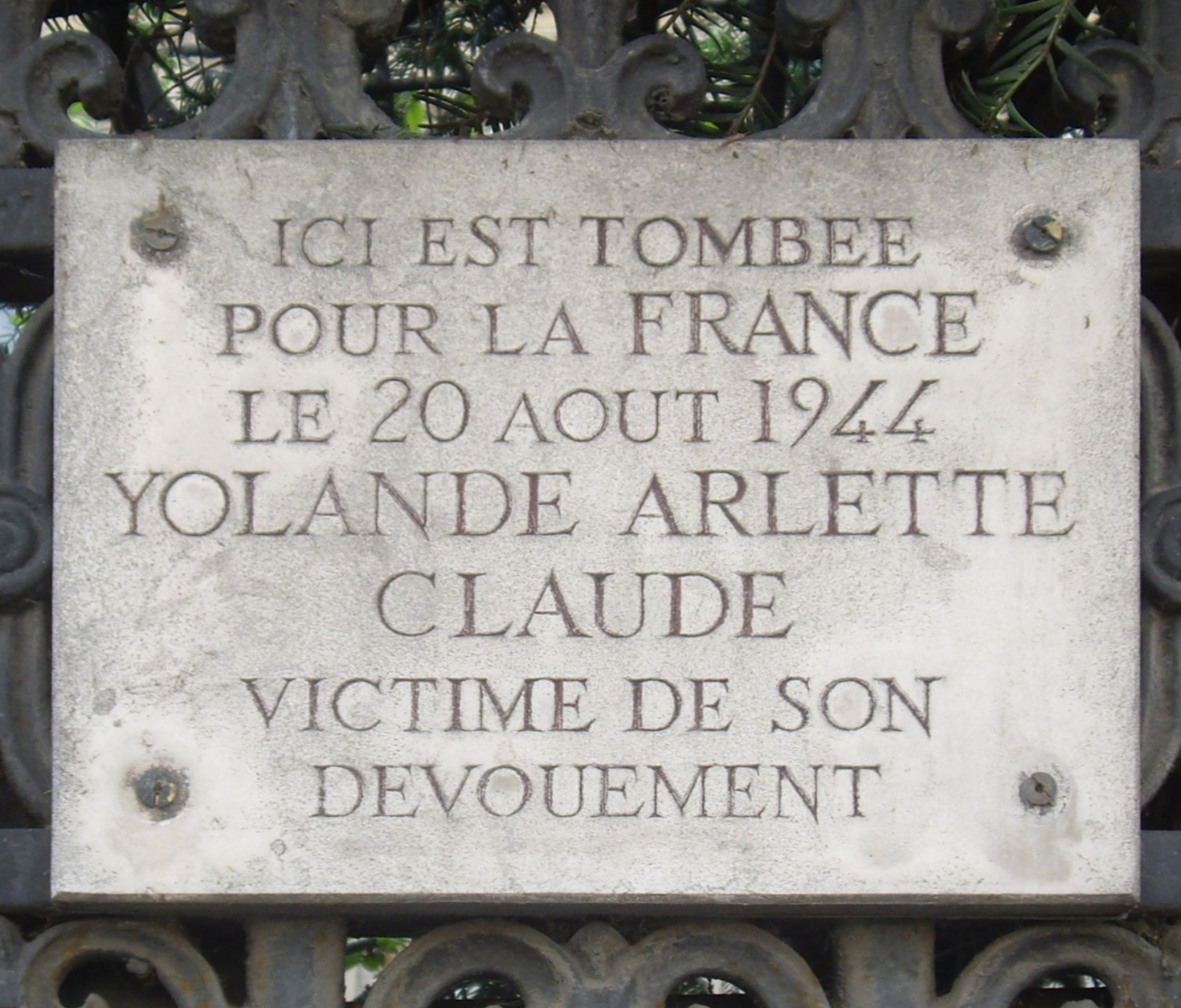
Plaque en hommage à Yolande Arlette Claude, tuée pendant la Libération de Paris en 1944.

La place de l'Étoile fut le théâtre de fêtes et de plusieurs grands évènements :
- Le 25 juin 1791 vers 9 heures du soir, la famille royale entre à Paris par la barrière de l'Étoile de retour de la fuite de Varennes après avoir contourné Paris par les boulevards extérieurs. La berline entourée de deux haies de gardes nationaux et d'une foule silencieuse descend ensuite l'avenue des Champs-Élysées jusqu'au palais des Tuileries ;
- L'Assemblée nationale ayant supprimé les droits d'entrée à partir du 1er mai 1792 offrit aux parisiens à cette occasion une grande fête qui se concentra particulièrement à la barrière des Champs-Élysées et dura plusieurs jours ;
- Le 14 juillet 1801, un feu d'artifice célèbre l'anniversaire de la prise de la Bastille ;
- Le 2 avril 1810, lendemain du mariage civil de Napoléon Ier et de Marie-Louise au château de Saint-Cloud, le cortège impérial se dirigeant vers les Tuileries où devait être célébré le mariage religieux passa sous l'Arc de Triomphe en construction recouvert par un monument factice à ossature en charpente recouverte de toile et entre les bâtiments des barrières décorés somptueusement ;
- Une fête eut lieu en 1824 au retour d'Espagne du duc d'Angoulême après la victoire du Trocadéro ;
- Le 3 août 1830, 10 ou 20 000 hommes s'y réunissent pour se diriger sous la direction du général Pajol à Rambouillet où s'était réfugié Charles X après les journées de juillet et contraindre le roi déchu à s'éloigner ;
- Le 29 juillet 1836, l'Arc de Triomphe dont les travaux avaient été commencés en 1806 est inauguré solennellement ;
- Le retour des cendres de Napoléon le 15 décembre 1840 est une manifestation solennelle ;
- Le 20 avril 1848, se déroule une fête de la Fraternité au cours de laquelle les membres du gouvernement provisoire et les représentants du peuple remettent les drapeaux à l'armée et la garde nationale prêtant serment à la nouvelle République ;
- Le 2 décembre 1852, jour de la proclamation de l'Empire, Napoléon III part à cheval du château de Saint-Cloud et entre à Paris par l'Arc-de-Triomphe pour gagner le Palais des Tuileries[8] ;
- Le 11 novembre 1920 est installée la tombe du Soldat inconnu ;
- Le 11 novembre 1940, des étudiants, parmi lesquels Pierre Hervé, manifestent contre l'occupant allemand.

À l'angle de la place et des numéros pairs de l'avenue des Champs-Élysées (au no 156 qui correspond à l'un des hôtels dits des Maréchaux) est apposée une plaque rappelant la manifestation du 11 novembre 1940 :
- Dans le cadre des événements de Mai 68, le 30 mai, une grande manifestation de soutien au gouvernement rassemblant près d'un million de personnes remonte l'avenue des Champs-Élysées pour aboutir place de l'Étoile. Tous les dirigeants gaullistes y participent ;
- Lors de la vague d'attentats commis en France en 1995, le 17 août à 17h10[9], un engin explosif déposé dans une poubelle métallique à proximité d'un kiosque à journaux fait 17 blessés à l'angle de la place et des numéros pairs de l'avenue de Friedland ;
- Au cœur de la crise des Gilets jaunes, l'édifice est vandalisé et pillé le 1er décembre 2018.

Fêtes et grands évènements
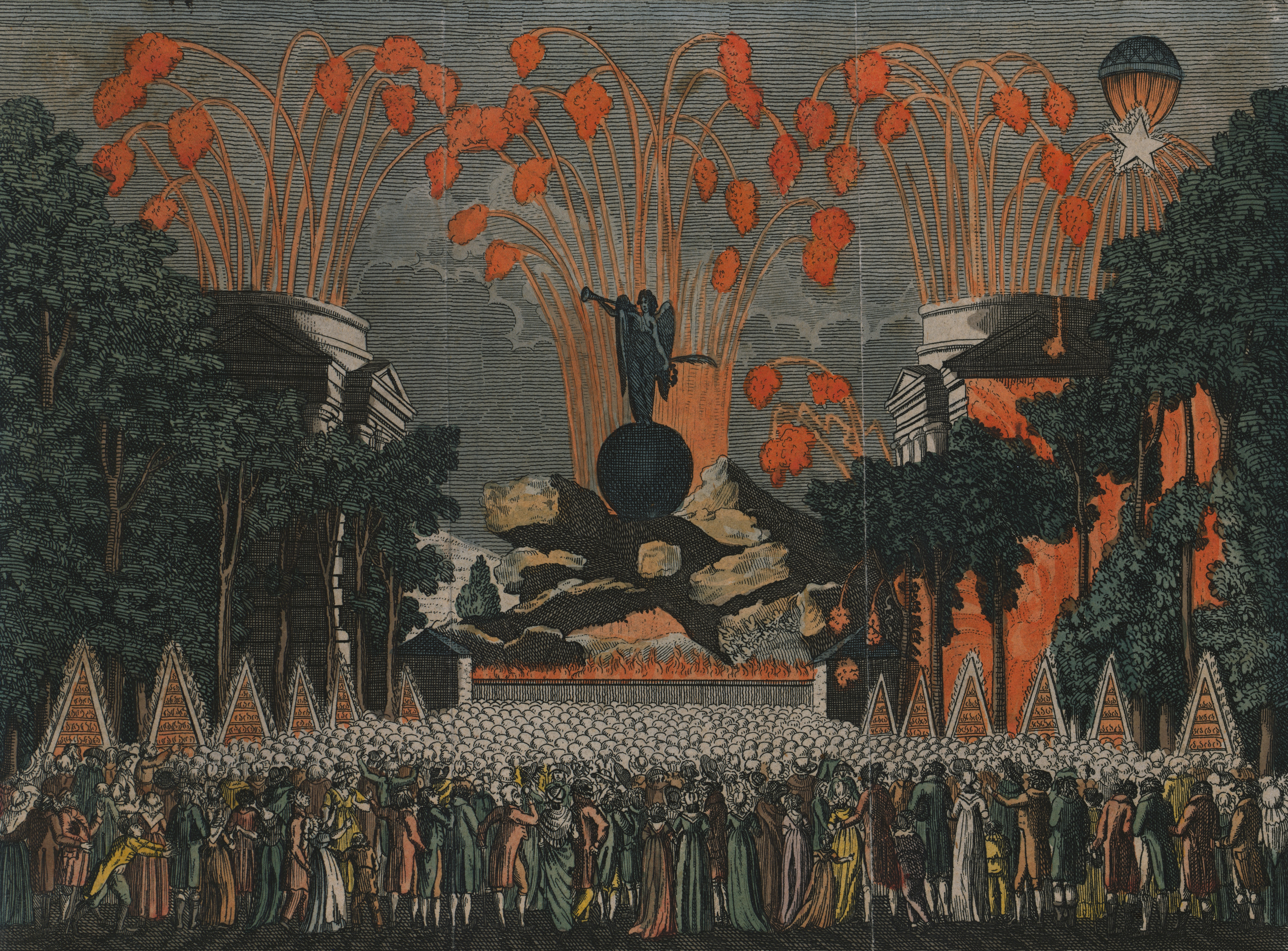
Feu d'artifice du 14 juillet 1801.
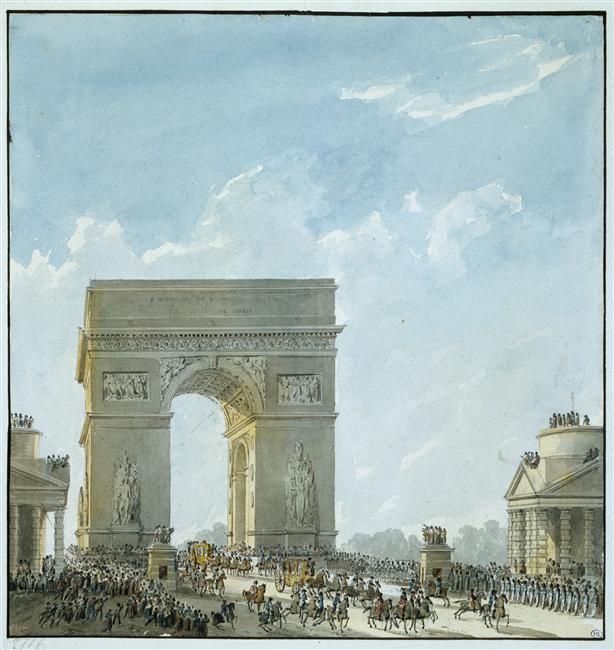
Entrée du cortège impérial de Napoléon Ier et Marie-Louise.
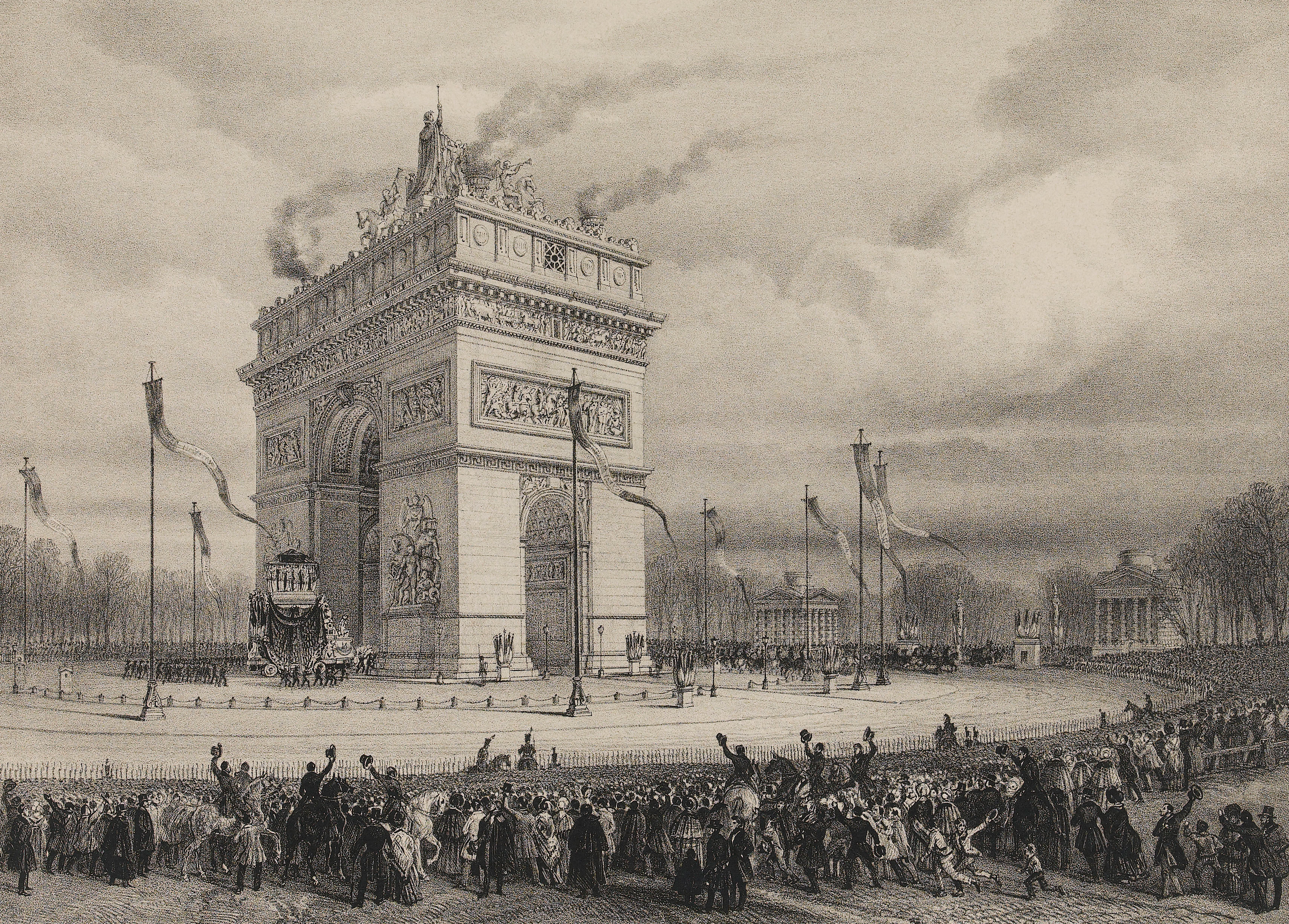
Retour des cendres de Napoléon.
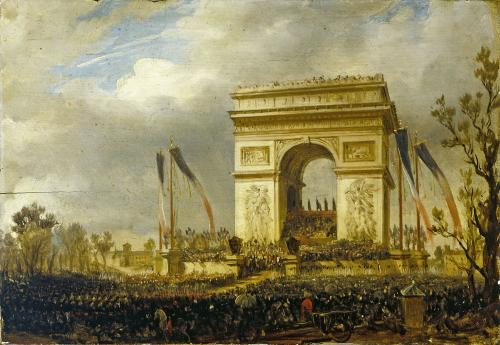
Fête de la Fraternité 1848.
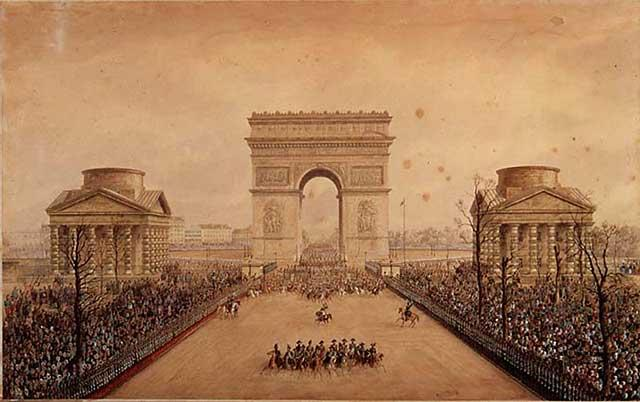
Entrée de Napoléon III à Paris.

## La place dans la culture
- La Place de l'Étoile est le titre d'un roman de Patrick Modiano paru en 1968 ;
- Le film L'Armée des ombres (1969) s'ouvre sur une séquence où des soldats allemands défilent sur la place de l'Étoile, puis s'engagent sur les Champs-Élysées ;
- La scène finale du film Les Rois mages (2001) y a été tournée ;
- Une scène du film John Wick 4 (2023) a été tournée sur la place.

## Galerie

Vues de la place
L'Arc de Triomphe au centre de la place de l'Étoile en 1921.
L'Arc de Triomphe au centre de la place Charles-de-Gaulle en 2019.
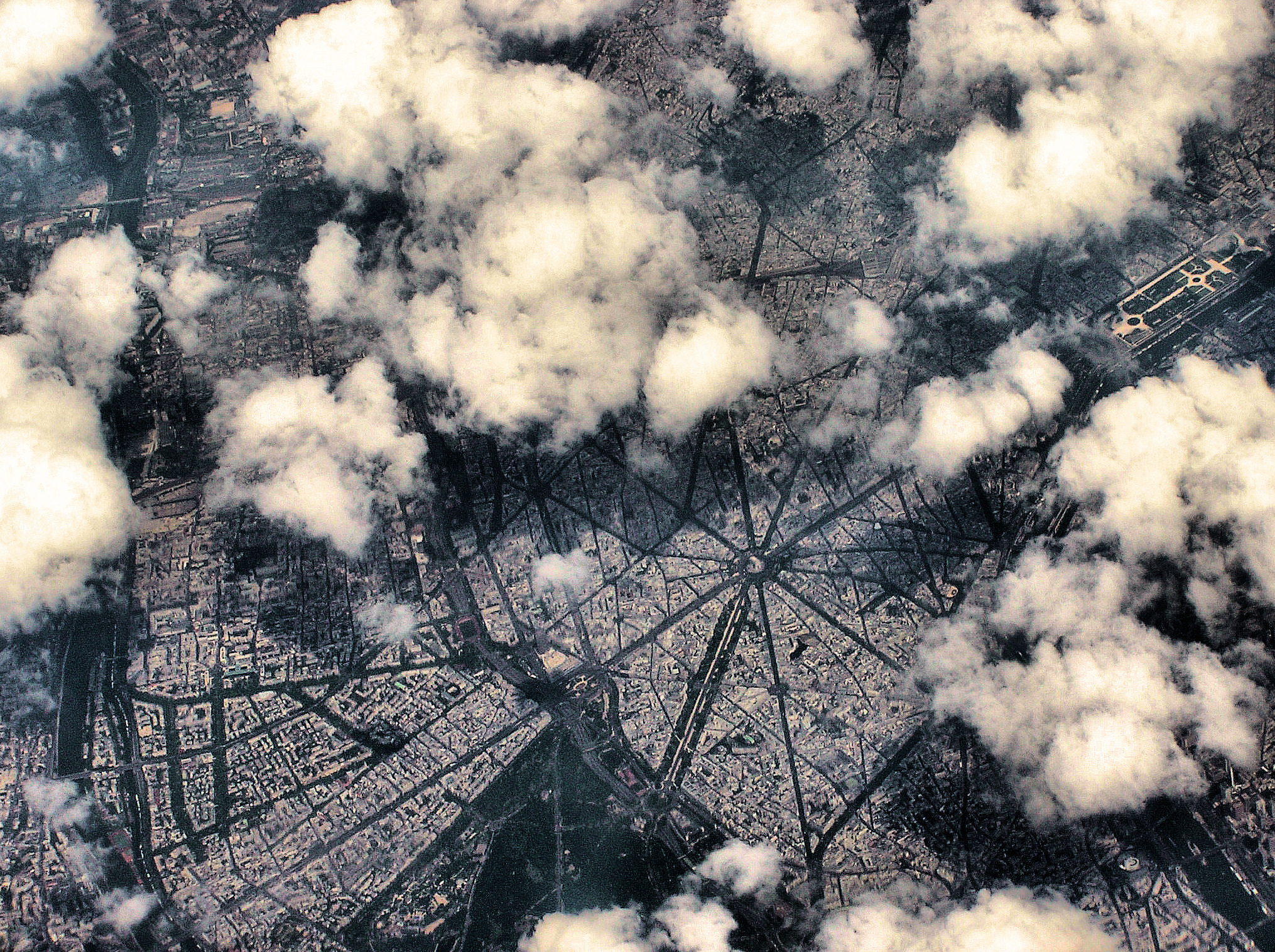
Vue aérienne des douze grandes avenues rayonnant autour de la place Charles-de-Gaulle, visible au centre de l'image.
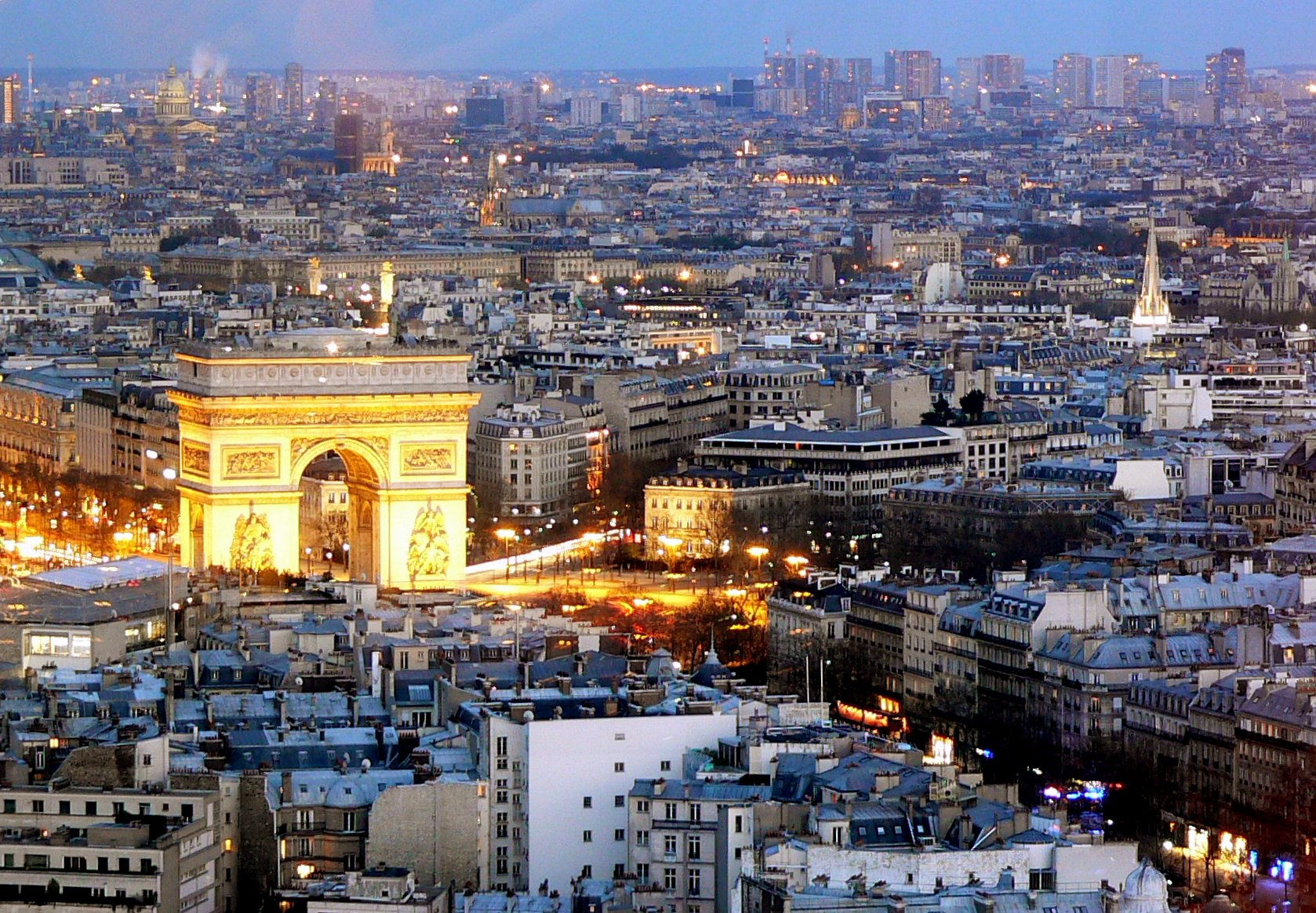
L'avenue de la Grande-Armée et la place Charles-de-Gaulle le soir.
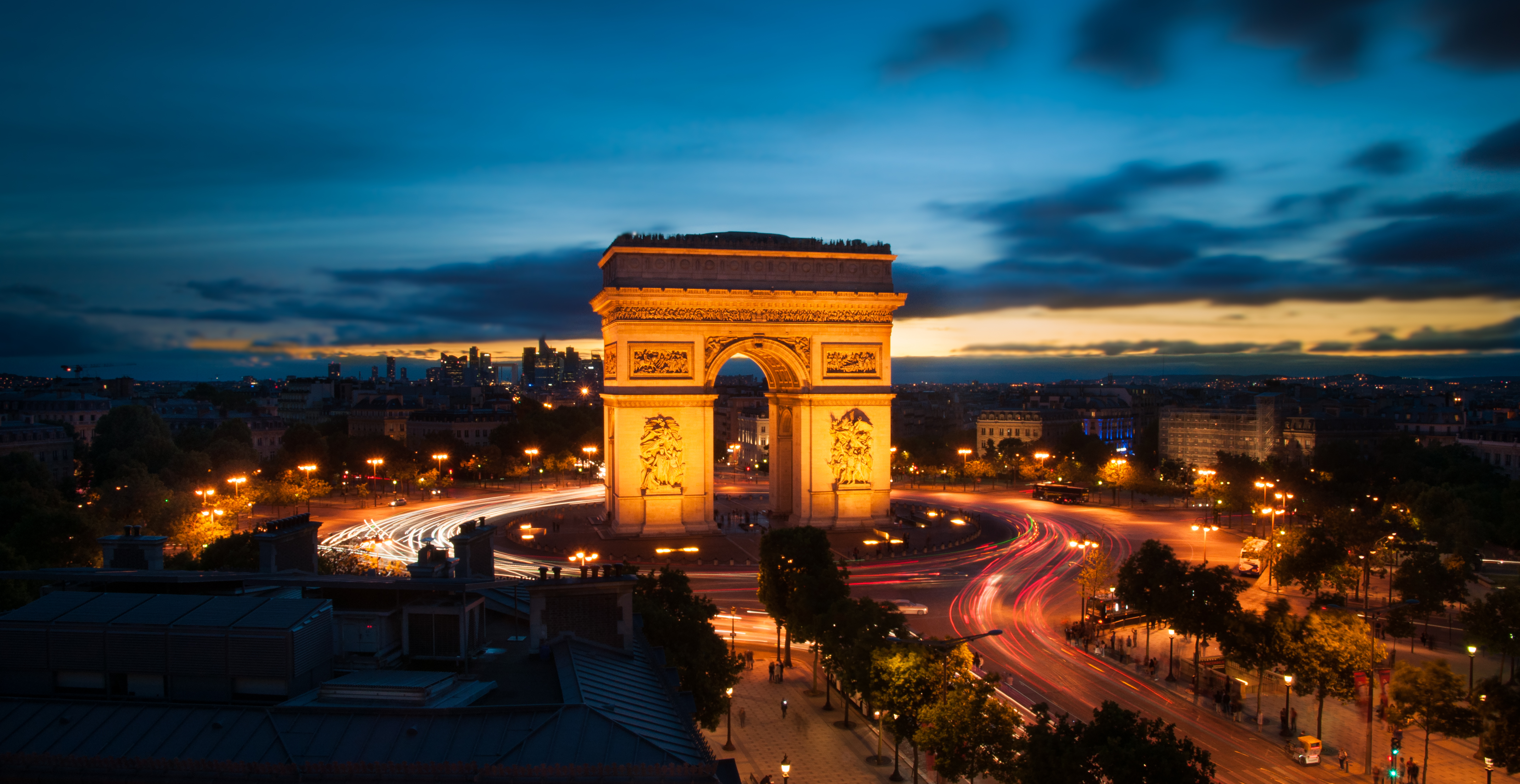
La place Charles-de-Gaulle de nuit.